# 13-я стрелковая бригада
Не путать с 13-й запасной стрелковой бригадой, входившей летом 1941 года в состав Киевского Особого военного округа, 13-й отдельной стрелковой бригадой войск Внутренней обороны г. Ленинграда и 13-й гвардейской стрелковой бригадой, действовавшей в составе 57-й армии в 1942—1943 гг.
13-я отдельная стрелковая бригада (1-го формирования), (13-я стрелковая бригада, 13 ОСБР) — воинское соединение РККА периода Великой Отечественной войны (ППС 1625).

## История
Сформирована в октябре 1941 года в станице Усть-Лабинская Краснодарского края в соответствии с приказом НКО СССР № 00105 от 14 октября 1941 года.
На укомплектование бригады были направлены бойцы и командиры запасных частей, курсанты военных училищ и полковых школ, призывники из различных населённых пунктов Краснодарского края и соседних регионов. 20 ноября 1941 года бригада, включённая в состав 56-й отдельной армии Южного фронта, выдвинулась железнодорожным путём через станцию Тихорецкая в направлении г. Батайск.
В действующий армии с 19 ноября 1941 года по 10 апреля 1942 года.
Утром 28 ноября 1941 года бригада развернулась на километровом участке фронта по южному берегу р. Мёртвый Донец, против Семерниково. На следующий день, преодолевая упорное сопротивление частей и подразделений дивизии СС «Адольф Гитлер», бригада перешла в наступление и с боями начала продвигаться по направлению Семерниково-Крым-Чалтырь-Екатериновка-Самбек. С 15 декабря 1941 года бригада перешла к обороне двухкилометровой полосы перед селом Самбек и после месяца позиционных боёв была выведена в армейский резерв на доукомплектование. В ходе наступательных боев потери бригады составили: убитыми — 271 человек; раненными — 1068; пропавшими без вести — 311.
24 января 1942 года 13-я бригада получила задачу овладеть опорным пунктом Новоселовский, высотами 101 и 101,2, содействуя частям 30-й стрелковой дивизии в освобождении села Ряженное. В условиях необычайно сильных морозов и больших снежных заносов с 27 по 29 января части и подразделения бригады безуспешно атаковали позиции противника и понесли значительные потери. 30 января 1942 года бригада была вновь выведена в армейский резерв.
В начале марта 1942 года войска 56-й армии Южного фронта начали наступательную операцию с целью разгрома покровско-таганрогской группировки противника и освобождения г. Таганрога. Перед 13-й бригадой, временно подчинённой 30-й стрелковой дивизии, ставилась задача совместно с другими соединениями овладеть разъездом Рясный. Утром 8 марта 1942 года, продвигаясь вдоль восточного берега р. Миус в сторону северо-западной окраины села Покровского, подразделения и части бригады начали атаку на первую линию обороны противника в районе высоты 82,8. Первому батальону 13-й бригады удалось завладеть вражеским опорным пунктом, но дальнейшие попытки развить наступление были сорваны контрударами противника, в результате которых бригада была вынуждена перейти к обороне. В течение всего марта ударная группировка 56-й армии вела напряжённые бои, но главной своей задачи — освобождения Таганрога — выполнить не смогла. В ночь на 1 апреля 1942 года 13-я ОСБр. была выведена из боя и направлена в резерв Ставки Верховного Главнокомандования.
За мужество и героизм, проявленные в ходе Ростовской наступательной операции и в боях на «Миус-фронте», 40 бойцов и командиров 13 ОСБР были награждены орденами и медалями.
В апреле — июле 1942 года бригада была переформирована в 161-ю СД (II).

## Полное название
13-я отдельная стрелковая бригада (13 ОСБР)

## В составе
- Северо-Кавказский военный округ с 15 октября по 18 ноября 1941 года
- 56-я отдельная армия Южного фронта с 19 ноября 1941 по 10 апреля 1942 года

## Состав
- Управление (штаб)
- Три отдельных стрелковых батальона
- Два отдельных артиллерийских дивизиона 57-мм орудий и 76-мм орудий:
- Отдельный миномётный дивизион (120-мм миномётов)
- Отдельный миномётный батальон (50-мм и 82-мм миномётов)
- Отдельный батальон связи
- Отдельная разведрота
- Отдельная сапёрная рота
- Отдельная медико-санитарная рота

## Командиры бригады

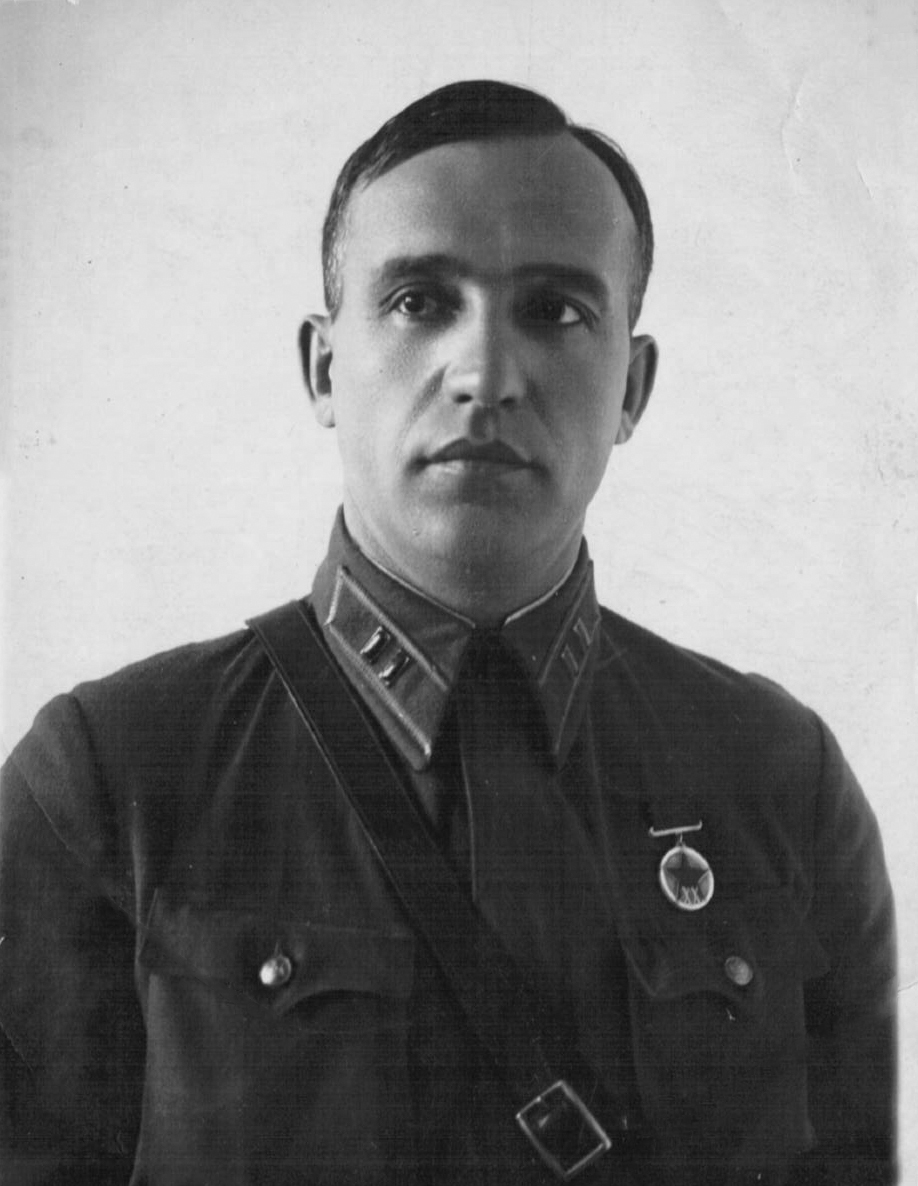
Кочетков Павел Иванович

- Колесников, Владимир Павлович (октябрь 1941 — 27 января 1942), подполковник
- Кочетков, Павел Иванович (февраль — ноябрь 1942), подполковник

## Военные комиссары
- Пчелин, Григорий Иванович (октябрь — 6 декабря 1941), старший батальонный комиссар
- Коротков, Фёдор Иванович (декабрь 1941 — февраль 1942), полковой комиссар
- Хохлов, Иван Сергеевич (февраль 1942 — июль 1943), полковой комиссар[6][7]

## Сведения о личном составе
Согласно постановлению ГКО № 828сс от 22.10.1941 г. «О штате отдельной стрелковой бригады», штатная численность осбр. составляла 4 500 человек.
В течение первой половины декабря 1941 г. бригада, понесшая большие потери в ходе Ростовской наступательной операции, получила пополнение в количестве 4 маршевых рот и 1 специальной команды общей численностью 1140 человек. К 1 января 1942 г. личный состав бригады насчитывал 3255 человек.
Таблица: Оперативные данные штаба Южного фронта о боевом составе 13 ОСБР за период с 1 января по 1 апреля 1942 г.
| дата       | старший и средний командный и начальствующий состав | младший командный и рядовой состав | общее количество военнослужащих |
| ---------- | --------------------------------------------------- | ---------------------------------- | ------------------------------- |
| 1 января   | 356                                                 | 2899                               | 3255                            |
| 5 января   | 347                                                 | 2878                               | 3225                            |
| 10 января  |                                                     |                                    | 3084                            |
| 15 января  |                                                     |                                    | 3084                            |
| 1 февраля  | 351                                                 | 2748                               | 3099                            |
| 5 февраля  | 305                                                 | 2075                               | 2380                            |
| 10 февраля | 316                                                 | 2567                               | 2883                            |
| 15 февраля | 332                                                 | 2527                               | 2859                            |
| 20 февраля | 321                                                 | 2520                               | 2841                            |
| 25 февраля | 328                                                 | 2996                               | 3324                            |
| 1 марта    | 328                                                 | 2961                               | 3289                            |
| 5 марта    | 336                                                 | 2986                               | 3322                            |
| 10 марта   | 266                                                 | 2230                               | 2496                            |
| 15 марта   | 289                                                 | 1860                               | 2149                            |
| 20 марта   | 285                                                 | 2140                               | 2425                            |
| 25 марта   | 298                                                 | 2377                               | 2675                            |
| 1 апреля   | 312                                                 | 3075                               | 3387                            |

## Люди, связанные с бригадой
- Байдак, Ксаверий Михайлович (1909—1982) советский военачальник, генерал-майор. С октября 1941 года по апрель 1942 года  служил начальником 1-го (оперативного) отделения штаба бригады.